# فرقة (وحدة عسكرية)
الفرقة هي وحدة عسكرية كبيرة يتراوح عدد أفرادها من 10,000 إلى 30,000 فرد وتضم الفرقة الواحدة عدة ألوية ويقود الفرقة عادة ضابط برتبة عميد أو لواء.

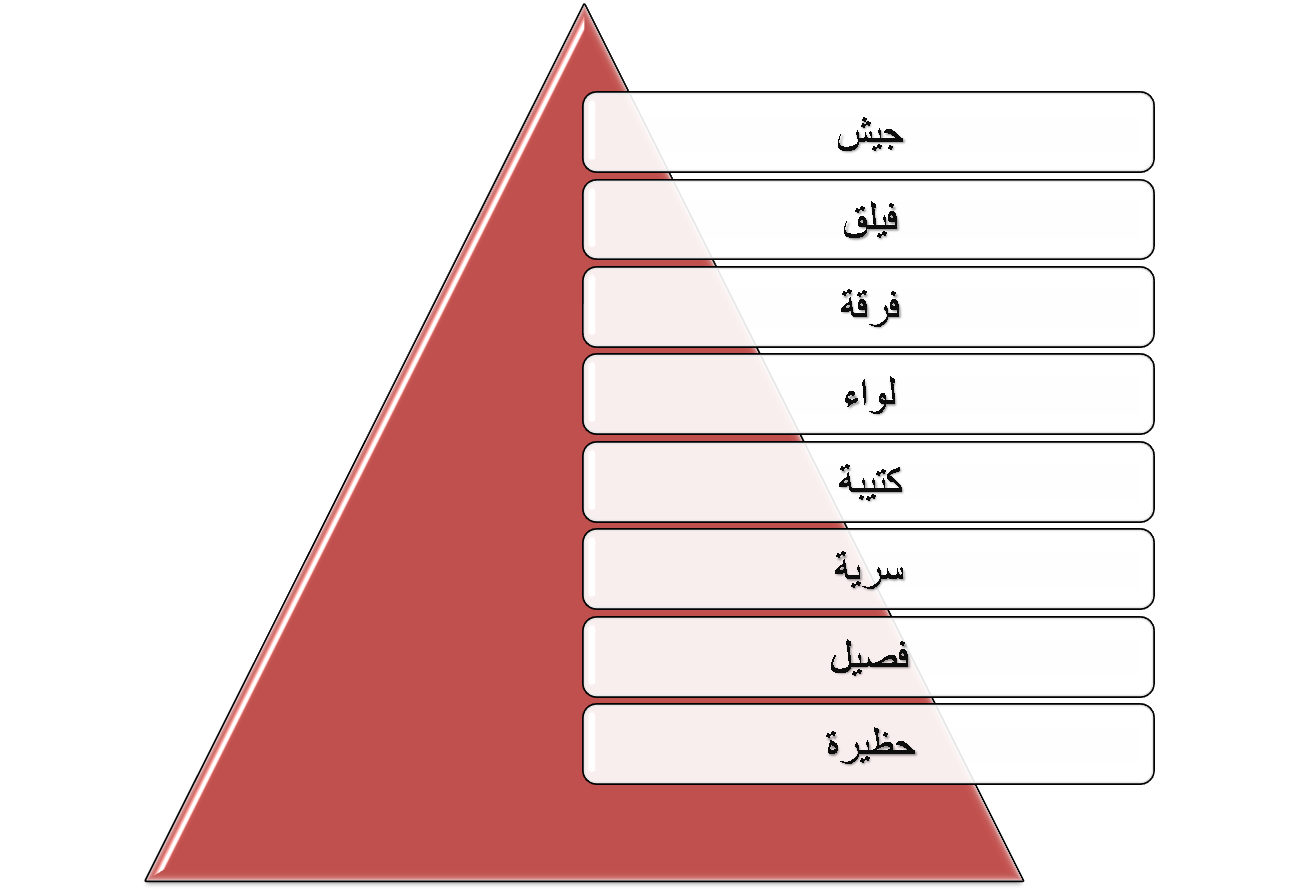
التسلسل الهرمي للجيش

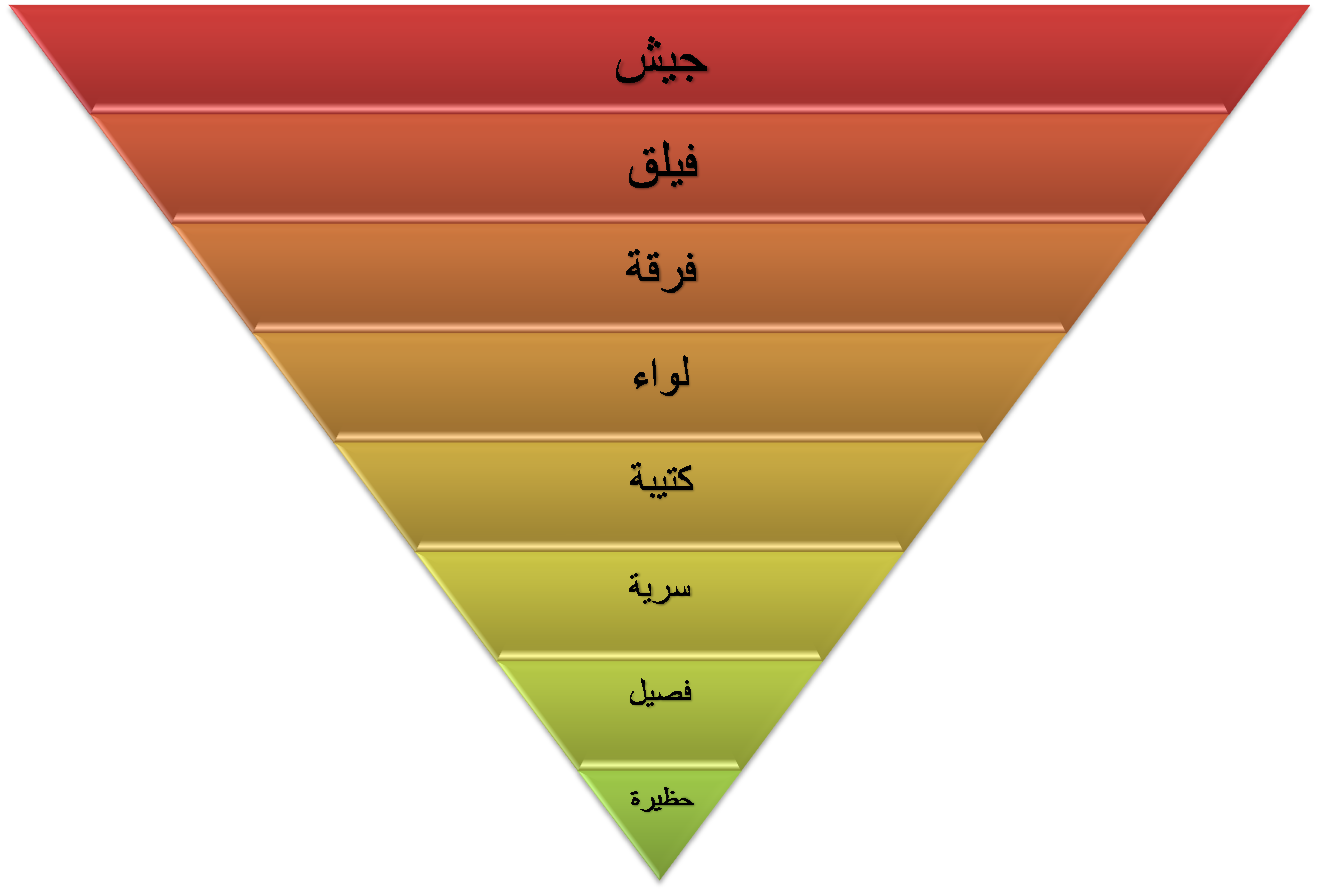
التسلسل في حجم وحدات الجيش

| الرقم  | الوحدة                  | وحدة جيش                       | القائد             | تكوين الوحدة                                                    | عدد أفرادها                 |
| ------ | ----------------------- | ------------------------------ | ------------------ | --------------------------------------------------------------- | --------------------------- |
| Ø      | قسم                     | N/A                            | جندي أول إلى عريف  | قسم مشاة صغير                                                   | 2 إلى 4                     |
| •      | جماعة أو طاقم           | 2+ fireteams or 1+ cell        | عريف إلى رقيب      | قسم مشاة صغير                                                   | من 8 إلى 12                 |
| ••     | حظيرة                   | SQUAD , CREW , PATROL ,SECTION | رقيب إلى مساعد أول | قسم مشاة صغير                                                   | من 8 إلى 12                 |
| •••    | فصيلة                   | PLATOON , TROOP                | ملازم إلى نقيب     | من 2+ جماعات-حظائر                                              | من 26 إلى 55                |
| I      | سرية                    | COMPANY                        | نقيب إلى رائد      | من 2 إلى 8 فصائل                                                | من 80 إلى 255               |
| II     | كتيبة                   | BATTALION                      | رائد إلى عقيد      | من 2 إلى 6 سرايا                                                | من 300 إلى 1,300            |
| III    | فوج                     | Regiment                       | مقدم إلى عميد      | 2+ كتيبة                                                        | من 1,000 إلى 3,000          |
| X      | اللواء                  | BRIGADE                        | عقيد إلى عميد      | من 3 - 6 كتائب                                                  | من 3,000 إلى 5,000          |
| XX     | فرقة                    | DIVISION                       | عميد أو لواء       | من 2 إلى 4 ألوية                                                | من 10,000 إلى 30,000        |
| XXX    | فيلق                    | CORPS                          | لواء أو فريق       | من 2+ فرق                                                       | من 40,000 إلى 80,000        |
| XXXX   | جيش                     | FIELD ARMY                     | فريق أو فريق أول   | من 2 - 4 فيالق                                                  | من 100,000 إلى 200,000      |
| XXXXX  | مجموعة جيوش، جبهة حربية | ARMY GROUP , FRONT             | فريق أول أو مشير   | من جيشين أو أكثر وما يلحق بهما من طيران أو بحرية أو قوات صواريخ | من 400,000 إلى 1,000,000    |
| XXXXXX | مسرح حرب، منطقة عسكرية  | COMMAND                        | فريق أول أو مشير   | من أربع مجموعة جيوش                                             | من 1,000,000 إلى 10,000,000 |